# Belence
Belence, 1910-ig Bélinc (románul: Belinț, németül: Belintz) falu Romániában, a Bánátban, Temes megyében.

## Nevének eredete
A Bélinc név Kiss Lajos szerint egy 'Bél mellékiek' vagy 'Bél vidékiek' jelentésű délszláv többes számú alakból való. Ennek hátterében egy korábbi magyar Bél helynév sejthető, amelyet az 1285-ben a környékről adatolt Becl falunév is igazolni látszik. 1368-ban Belenche, 1467-ben Belynce alakban említik, majd 1554-ben egy defterben mint Bilinč jelenik meg. 1723–25-ben Belinz. A 20. század elején az egyik középkori írott alak felelevenítésével „magyarosították” nevét.

## Fekvése
Lugostól 14 km-re északnyugatra, Temesvárról 45 km-re keletre, a 6-os főút mellett fekszik.

## Lakossága

### A népességszám változása
A lakosság száma 1880 óta szinte folyamatosan csökken, ez a tendencia csak a második világháború után torpant meg mintegy három évtizedre. A fogyást az első időszakban az egykézés okozta és csupán a települési exogámia, a nagykostélyi, grúnyi, ohábaforgácsi és kiszetói házastársak beköltözése miatt nem volt erősebb.

### Etnikai és vallási megoszlás
- 1880-ban 3270 lakosából 3046 volt román, 85 német és 28 magyar anyanyelvű; 3142 ortodox, 66 római katolikus és 57 zsidó vallású.
- 2002-ben 1638 lakosából 1619 volt román nemzetiségű; 1547 ortodox, hatvan pünkösdi és 18 római katolikus vallású.

## Története
1604-ben a császári hadak a falu mellett megverték Bocskai István és Bethlen Gábor hadait. 1739-ben és 1788-ban leégett, 1796-ban vonták össze utcarendbe. 1767-ben, az aliosi telepítés után ideköltöztek az ott élő románok, majd 1786-ban a daruvári románok költöztek a falu délnyugati részébe. Közben 1776-ban már 250 házból állt. 1782-ben Defcsics Miklós és Conrád Mihály vették meg a kincstártól, 1802-től a 19. század közepéig pedig a Doktorovics család birtoka volt. 1821-ben olténiaiak költöztek be. 1885-től ortodox esperesség székhelye volt.
A Bánát–Körösvidék Szociális Intézet az 1930-as évek közepén komplex falukutatást végzett a faluban, amelynek eredményét monográfia formájában adták ki. Ebben az időben a 4107 holdas határból 2751 hold volt szántó és 631 legelő. A házak 97%-a boronából készült, 72%-át cserép, 28%-a zsúp fedte, 96%-uk volt döngölt padlós. 53%-uk volt két, 43%-uk egyszobás, 38%-ukhoz tartozott árnyékszék. A munka kevéssé erkölcsösként, vallásilag közömbösként írja le a bélincieket, gazdálkodásukat pedig gondatlannak. Kevés állatot tartottak és a házak elé nem ültettek virágokat. A felnőtt lakosság elenyésző hányada gyónt a megelőző évben. A kutatók által meglátogatott két vasárnapi liturgián mindössze 274, illetve 92 fő jelent meg.

## Látnivalók
- Ortodox temploma 1787-ben épült; a romániai műemlékek jegyzékében a TM-II-m-A-06185 sorszámon szerepel.[2]

## Érdekességek
- Egy Bélincen az 1936-os kutatás keretében gyűjtött balladát használt fel Ligeti György korai, magyarországi korszaka egyik fontos művének, a Concert românesc-nek (Román koncert) ballada tételében.[3]

## További információ

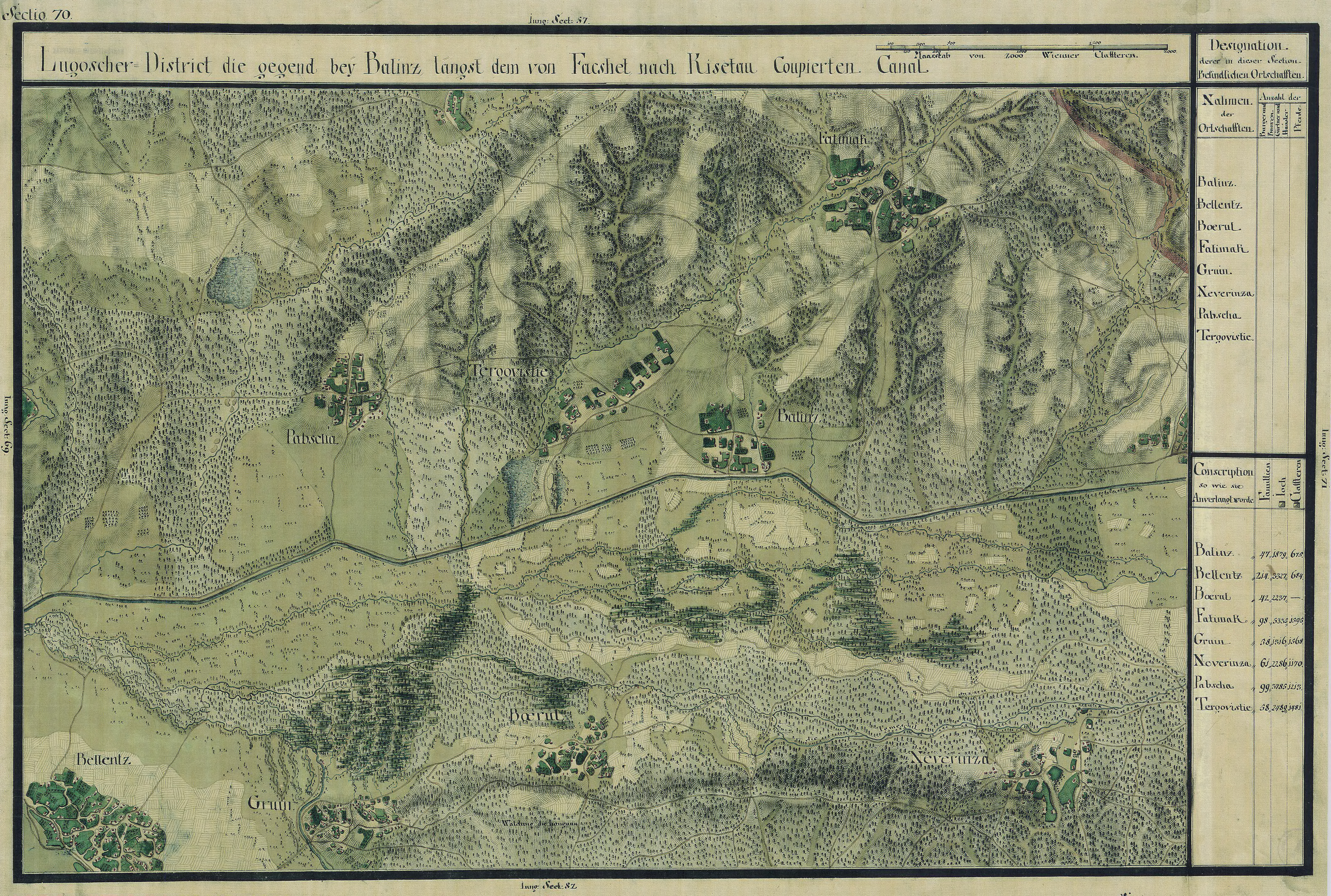
A falu (Bellentz néven) és környéke 1769–72-ben, Magyarország első katonai felmérésén

- hímzett bőrtüsző a Magyar Néprajzi Múzeum gyűjteményéből [halott link]